# Terri Runnels
Terri Lynne Boatright Runnels (nascido em 5 de Outubro de 1966) é uma lutadora e manager de wrestling profissional estadunidense. Ela é mais conhecida por suas aparições na World Championship Wrestling e na WWE (onde ficou oito anos) e foi mulher de Dustin Runnels.
Após 4 anos parada, Runnels voltou ao wrestling em Abril de 2008 pela companhia Universal Wrestling Federation, tendo aparecido nos shows de 1º e 2 de Maio

## No wrestling
- Ataques
  - Diving crossbody
  - Frankensteiner
  - Bronco buster
  - Catfight
  - Low blow
  - Hair-pull snapmare
  - Running bulldog
  - Bitch slap

- Foi manager de
  - Dean Malenko
  - D'Lo Brown
  - Chris Benoit
  - Christian
  - Eddie Guerrero
  - Edge
  - Goldust
  - Jeff Hardy
  - Matt Hardy
  - Mark Henry
  - Jacqueline
  - Meat
  - Raven
  - Perry Saturn
  - Val Venis

- Managers
  - The Fabulous Moolah (WrestleMania 2000)
  - Perry Saturn

## Títulos
- WWE
  - WWE Hardcore Championship (1 vez)